# Papilio androgeus
Papilio androgeus is een vlinder uit de familie van de pages (Papilionidae). De wetenschappelijke naam van de soort is voor het eerst geldig gepubliceerd in 1775 door Pieter Cramer.

## Kenmerken
De vleugels van het mannetje zijn geel en zwart met staarten aan de achtervleugels. De vrouwtjes zijn donker met een groene weerschijn.

## Verspreiding en leefgebied
Deze vlindersoort komt voor van Mexico tot Peru en Brazilië.

## Waardplanten
Als waardplant worden soorten uit het geslacht Xanthoxylum en soms ook Citrus gebruikt.